# Stolpna ura v Marezigah
V zvoniku cerkve sv. Križa v Marezigah se nahaja primer stolpne ure, ki je poganjala kazalce na zunanji številčnici in upravljala bitje z zvonovi.

## Splošno
Stolpne ure so prvi znani in hkrati najstarejši stroji človeštva. Iz zgodovinskih virov je  že po letu 1000 izpričana najstarejša javna stolpna ura na sveti gori Hilandar (Atos, Grčija). Iz Milana (Italija) izhajajo arhivski in materialni dokazi o obstoju prve javne stolpne ure z  mehanizmom imenovanim foliot (zatični mehanizem) z letnico 1320.
Umetno razdelitev dneva na manjše enakomerne enote so izumili srednjeveški menihi, ki so molili in opravljali pokoro ob določenih urah. Takšna logična in racionalna razdelitev dnevnega časa je ustrezala tudi trgovcem in rokodelcem, ki so se srečevali z roki izdelave, dobave in plačil. Postavljati so začeli mestne in cerkvene ure, ki so narekovale kolektivni ritem dela in življenja. Izum je sčasoma postal statusni simbol mest, gradov, cerkva, vasi in posameznika.
Pogonska energija stolpne ure je shranjena v teži uteži; njen mehanizem uravnava in prenaša gibanje energije. Funkcija nihala je prenos gibanja v  zobnike in vse sestavne dele urinega mehanizma ter deljenje sekund, minut in ur (za en dan, teden ali mesec) in hkrati mehanski prenos na zunanjo številčnico -  kazalce.

## Opis ure
Umestitev prestižnega  mehanizma (izbira materialov, načini obdelave) v zvonik v Marezigah priča o simbiozi  dobrih gospodarskih, kulturnih in upravnih gibanj, kakor tudi potreb in prestiža kraja.
Datacija urnega mehanizma
- sredina 1860  -  začetek 1900

Vrsta mehanizma
- urni mehanizem z nihalom
- utežni pogon
- zvonjenje na vsakih petnajst minut (15/1, 30/2, 45/3, 60/4 + polna ura)
- Clementov kavljasti zaskočni mehanizem: mehanski omejilnik, ki uravnava gibanje kolesja in vzdržuje njegovo nenehno gibanje
- trije pogonski bobni za pogon teka in zvonjenja

Namestitev stolpne ure
- Urni mehanizem je bil s  kovanimi nosilci pritrjen na nosilno leseno tramovje v višini  številčnice na zunanjosti zvonika ter z njo povezan z osovino. Ta  je vrtela kazalce.
- Prvotno je ura imela še eno malo notranjo uro - sinhronizacijsko številčnico, ki je služila  usklajevanju  kazalcev na zunanji številčnici.
- Ura je upravljala tudi bitje zvonov.
- Nihalo se je skozi čas izgubilo.

Materiali
- Zobniki v vseh pogonih so jekleni, kovani, struženi in piljeni.
- Zaskočno kolo je iz medenine, pogonski bobni so iz akacijevega lesa.
- Pletenice so jeklene, uteži kamnite (prvotne uteži so se izgubile).
- Osnovni plošči in mostički mehanizma so s kovano konstrukcijo povezani s kovinskimi zatiči.

Ura in njeni sestavni deli so bili od vgraditve do približno 1930 vzorno vzdrževani. Po l. 1930 so večino ur elektrificirali, mehanske ure niso bile več potrebne in so bile prepuščene zobu časa. Mehanizem marežganske ure kaže posledice padca z višine zvonika, saj je bila večina osi in gredi demoliranih.
Izdelava
- Jožef Lenard, priznani mojster za izdelavo in popravilo stolpnih ur iz Trga v Brestanici
- Ivan Marič st.,  manufaktura za izdelavo stolpnih ur na Kranjskem in Štajerskem, Beltinci

Restavriranje ure
Uro so v celoti restavrirali učenci OŠ Ivana Babiča Jagra Marezige pod strokovnim vodstvom urarja-restavratorja Samuela Kukovičiča v letu 2019.
- Galerija restavriranja ure
- Clementov medeninasti zaskočni mehanizma.
- Izdelava uteži za navijanje ure.
- Novo izdelana utež za uro v Marezigah.
- Stolpna ura v Marezigah pred restavriranjem.
- Ura pred obnovo, naslonjen star križ.